# Франсуа Верон Дюверже де Форбоне
Франсуа Верон Дюверже де Форбоне (фр. François Véron Duverger de Forbonnais; 1722—1800) — французький політичний економіст і спвавтор «Енциклопедії, або Тлумачного словника науки, мистецтва й ремесел» (Raisonné des sciences, des arts et des métiers).

## Життя
Франсуа Верон Дюверже де Форбоне народився у Ле-Мані, а освіту отримав у Парижі. Після роботи у текстильному бізнесі свого батька він оселився в Парижі і в 1752 році став генеральним інспектором французького карбування монет  .
Він редагував Journal de l'agriculture, du commerce et des finances у 1760-х роках й допоміг скласти благородний Cahier de Doleances Ле-Мана в 1789 році.

## Наукові праці

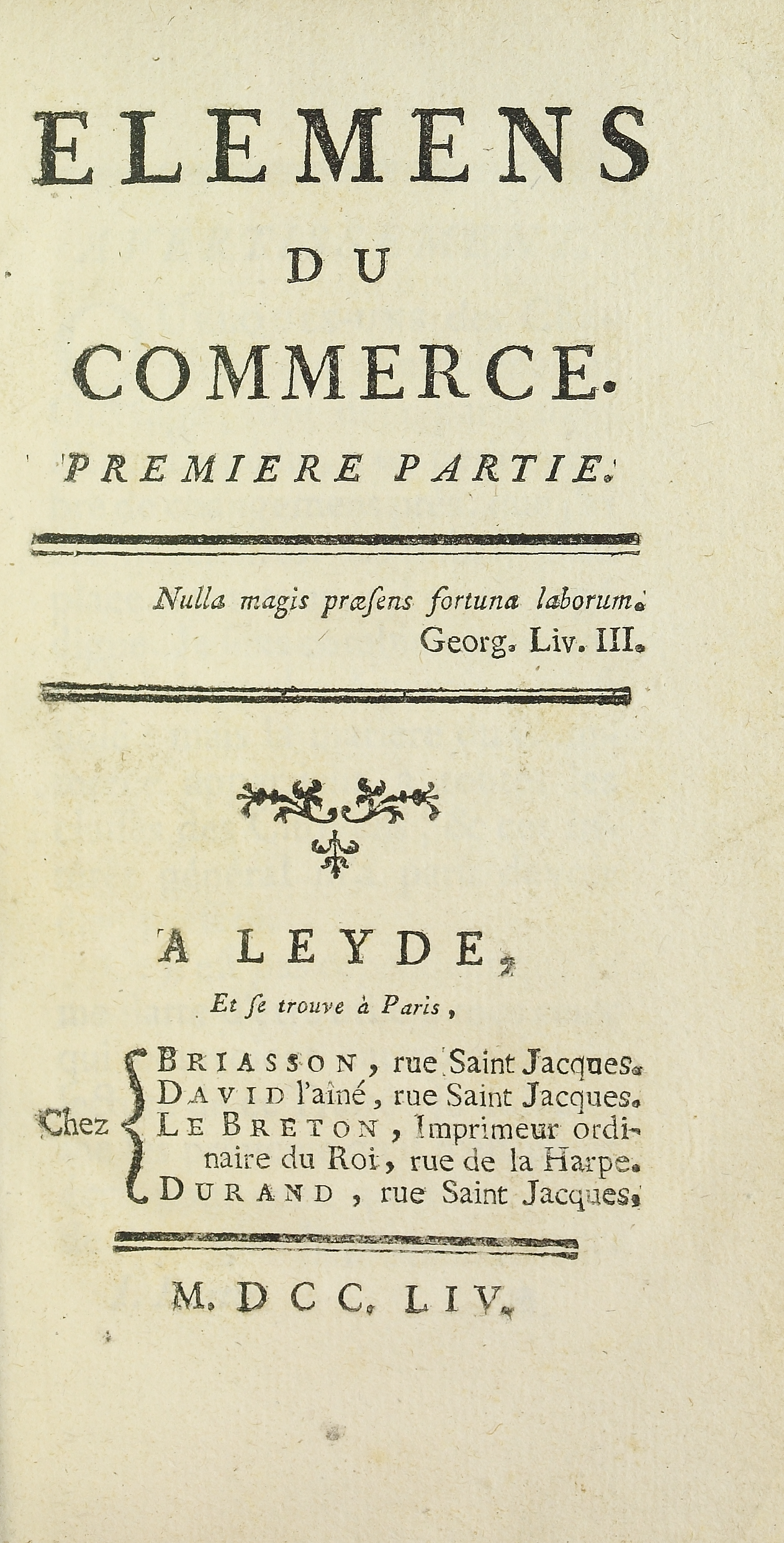
Елементи комерції, 1754

- Considerations sur les finances d'Espagne, 1753
- Елементи комерції, 1754 р
- Questions sur le commerce des françois au Levant, 1755
- Essai sur l'admission des navires neutres dans no colonies, 1756 р.
- Recherches et considérations sur les finances de France depuis 1595 jusqu'en 1721, 1758
- Principes et observations oeconomiques, 1767